# Frédéric Zgainski
Frédéric Zgainski, né le 30 octobre 1972 à Lyon, est un homme politique français, membre du MoDem. Il est suppléant de la députée Bérangère Couillard dans la septième circonscription de la Gironde.

## Biographie
Frédéric Zgainski est né le 30 octobre 1972 à Lyon, d'un père professeur. Son grand-père était un mineur polonais.
Diplômé de l'École des Mines de Nantes et de l'Institut d'administration des entreprises de l'université de Nancy, il est président d'une société de conseil et d'une société spécialisée dans la conception, l’installation et la maintenance d’équipements utilisés pour le tri et le conditionnement des déchets.

### Carrière politique
Encarté au MoDem depuis la création du parti, Frédéric Zgainski est investi à la tête de la liste « Construisons ensemble Cestas 2020 » pour les élections municipales de 2014. Les résultats de la liste d'opposition, soutenue par l'UMP, l'UDI et le Modem, lui permettent d'être élu conseiller municipal de Cestas, puis conseiller communautaire de Jalle Eau Bourde,,.
Lors des élections municipales de 2020, il mène la liste « Demain Cestas » soutenue par LREM et le MoDem. Les résultats obtenus lui permettent d'enchainer un second mandat de conseiller municipal d'opposition et de conseiller communautaire,.
Lors des élections législatives de 2022 en Gironde, Frédéric Zgainski est le suppléant de Bérangère Couillard, candidate victorieuse à sa réélection dans la 7e circonscription. À la suite de la nomination de Bérangère Couillard dans le gouvernement Élisabeth Borne, le 4 juillet 2022, Frédéric Zgainski devient député de la 7e circonscription de la Gironde,,. Il prend ses fonctions le 5 août 2022.

#### Député de la Gironde (août 2022 - février 2024)
Il rejoint le groupe démocrate, MoDem et indépendants.
Le 17 janvier 2023, dans le cadre des débats entourant la réforme des retraites, sa permanence est vandalisée par le groupe d'extrême droite Action directe identitaire, déjà responsable de plusieurs dégradations à Bordeaux. Les slogans « Jeunes au boulot, boomers en thalasso » et « La jeunesse avant l'arthrite » sont tagués sur les murs, tandis que l'Association de solidarité avec tous les immigrés de Pessac est ciblée la même nuit. Selon le député, sa permanence aurait déjà été visée par ce même groupe un mois auparavant, au sujet du 49.3, et ces attaques seraient alimentées par le Rassemblement national qui dément tout lien avec le groupuscule,.
Une troisième série de tags d'extrême droite a lieu en mars 2023, touchant trois permanences dans l'agglomération de Bordeaux dont celle de Frédéric Zgainski,.
En août 2023, le député s'oppose à la construction d'une piscine à vagues pour surfeurs par la commune de Canéjean et apporte son soutien aux recours en justice des associations écologistes opposées à ce projet.
En décembre 2023, il vote en faveur de la "loi immigration", soutenue par Renaissance, le Mouvement Démocrate et Horizons ainsi que par Les Républicains et le Rassemblement national.
En février 2024, Bérangère Couillard reprend ses fonctions de députée et Frédéric Zgainski redevient donc son suppléant. À la suite de la dissolution de l'Assemblée nationale en juin, il se présente à nouveau comme suppléant aux côtés de la candidate de la majorité présidentielle.

### Vie privée
Frédéric Zgainski est marié et a deux enfants, il habite à Gazinet sur la commune de Cestas.